# Tlenpòlem
Tlenpòlem (Tlenpolemus) fou un artista grec que va fer alguns objectes com gots i gerres alguns dels quals s'han trobat i porten la inscripció ΤΛΕΝΠΟΛΕΜΟΣ), amb connexió amb el nom del pintor Tacònides; un dels objectes recuperats és al Museu de Berlín. Es discuteix si el nom correcte és Tlenpòlem, Tlepòlem o Tlesipòlem, però la primera forma és la més probable.